# Austrian Open Kitzbühel 2025 - Qualificazioni singolare
Le qualificazioni del singolare dell'Austrian Open Kitzbühel 2025 sono state un torneo di tennis preliminare per accedere alla fase finale della manifestazione. I vincitori dell'ultimo turno sono entrati di diritto nel tabellone principale. In caso di ritiro di uno o più giocatori aventi diritto a questi sono subentrati i lucky loser, ossia i giocatori che hanno perso nell'ultimo turno ma che avevano una classifica più alta rispetto agli altri partecipanti che avevano comunque perso nel turno finale.

## Teste di serie
1. Jan-Lennard Struff (qualificato)
2. Yannick Hanfmann (qualificato)
3. Martín Landaluce (primo turno)
4. Thiago Monteiro (ultimo turno)

1. Jérôme Kym (primo turno)
2. Henrique Rocha (primo turno)
3. Jurij Rodionov (ultimo turno)
4. Juan Carlos Prado Ángelo (primo turno)

## Qualificati
1. Jan-Lennard Struff
2. Yannick Hanfmann

1. Norbert Gombos
2. Facundo Bagnis

## Tabellone

### Legenda
| - Q = Qualificato - WC = Wild card - LL = Lucky loser | - ALT = Alternate - SE = Special Exempt - PR = Protected Ranking | - w/o = Walkover - r = Ritirato - d = Squalificato |

### Sezione 1
|  | Primo turno | Primo turno        | Primo turno        | Primo turno | Primo turno |  |  | Ultimo turno | Ultimo turno       | Ultimo turno       | Ultimo turno | Ultimo turno |  |
|  |             |                    |                    |             |             |  |  |              |                    |                    |              |              |  |
|  | 1           | Jan-Lennard Struff | Jan-Lennard Struff | 6           | 6           |  |  |              |                    |                    |              |              |  |
|  | WC          | Nico Hipfl         | Nico Hipfl         | 3           | 2           |  |  | 1            | Jan-Lennard Struff | Jan-Lennard Struff | 6            | 7            |  |
|  | WC          | Sandro Kopp        | Sandro Kopp        | 3           | 63          |  |  | 7            | Jurij Rodionov     | Jurij Rodionov     | 3            | 64           |  |
|  | 7           | Jurij Rodionov     | Jurij Rodionov     | 6           | 7           |  |  |              |                    |                    |              |              |  |

### Sezione 2
|  | Primo turno | Primo turno              | Primo turno              | Primo turno | Primo turno |  |  | Ultimo turno | Ultimo turno     | Ultimo turno     | Ultimo turno | Ultimo turno |  |
|  |             |                          |                          |             |             |  |  |              |                  |                  |              |              |  |
|  | 2           | Yannick Hanfmann         | Yannick Hanfmann         | 6           | 7           |  |  |              |                  |                  |              |              |  |
|  |             | Albert Ramos Viñolas     | Albert Ramos Viñolas     | 1           | 67          |  |  | 2            | Yannick Hanfmann | Yannick Hanfmann | 6            | 6            |  |
|  | Alt         | Andrej Martin            | Andrej Martin            | 6           | 6           |  |  | Alt          | Andrej Martin    | Andrej Martin    | 1            | 3            |  |
|  | 8           | Juan Carlos Prado Ángelo | Juan Carlos Prado Ángelo | 1           | 4           |  |  |              |                  |                  |              |              |  |

### Sezione 3
|  | Primo turno | Primo turno      | Primo turno      | Primo turno | Primo turno |  |  | Ultimo turno | Ultimo turno   | Ultimo turno   | Ultimo turno | Ultimo turno |  |
|  |             |                  |                  |             |             |  |  |              |                |                |              |              |  |
|  | 3           | Martín Landaluce | Martín Landaluce | 0           | 3           |  |  |              |                |                |              |              |  |
|  | Alt         | Norbert Gombos   | Norbert Gombos   | 6           | 6           |  |  | Alt          | Norbert Gombos | Norbert Gombos | 6            | 6            |  |
|  |             | Radu Albot       | 2                | 7           | 6           |  |  |              | Radu Albot     | Radu Albot     | 3            | 4            |  |
|  | 5           | Jérôme Kym       | 6                | 63          | 3           |  |  |              |                |                |              |              |  |

### Sezione 4
|  | Primo turno | Primo turno      | Primo turno    | Primo turno | Primo turno |  |  | Ultimo turno | Ultimo turno    | Ultimo turno    | Ultimo turno | Ultimo turno |  |
|  |             |                  |                |             |             |  |  |              |                 |                 |              |              |  |
|  | 4           | Thiago Monteiro  | 6              | 4           | 7           |  |  |              |                 |                 |              |              |  |
|  | Alt         | Neil Oberleitner | 4              | 6           | 64          |  |  | 4            | Thiago Monteiro | Thiago Monteiro | 1            | 4            |  |
|  | PR          | Facundo Bagnis   | Facundo Bagnis | 6           | 6           |  |  | PR           | Facundo Bagnis  | Facundo Bagnis  | 6            | 6            |  |
|  | 6           | Henrique Rocha   | Henrique Rocha | 4           | 3           |  |  |              |                 |                 |              |              |  |